# Безгрешна
Безгрешна (енгл. Immaculate) амерички је психолошки хорор из 2024. Режију потписује Мајкл Монахан, по сценарију Ендруа Лобела, док главну улогу тумачи Сидни Свини. Радња филма се фокусира на младу побожну жену, која је позвана да живи у савршеном италијанском самостану, али полако схвата да се у њему крију застрашујуће тајне.
Премијера је приказана 12. марта 2024. на фестивалу South by Southwest. Приказивање у биоскопима започело је 22. марта 2024. у Сједињеним Америчким Државама, односно 18. априла исте године у Србији. Добио је помешане рецензије критичара, који су међутим изузетно похвалили глуму Свинијеве. Зарадио је преко 22 милиона долара.

## Радња
Сесилија, дубоко религиозна жена, започиње ново поглавље у свом животу кад је с великим ентузијазмом дочекају у предивном и славном италијанском самостану. На први поглед, самостан изгледа као оаза спокоја, а Сесилија је срећна што може да допринесе заједници која ју је срдачно прихватила. Међутим, њен сан о мирном животу брзо се претвара у ноћну мору док открива ужасне тајне унутар самостанских зидина.

## Улоге
| Глумац             | Улога                  |
| ------------------ | ---------------------- |
| Сидни Свини        | Сесилија               |
| Алваро Морте       | отац Сал Тедески       |
| Бенедета Поркароли | сестра Гвен            |
| Дора Романо        | опатица                |
| Ђорђо Коланђели    | кардинал Франко Мерола |
| Симона Табаско     | сестра Мери            |